# Thomas Dyer
Pour les articles homonymes, voir Dyer.
Thomas Dyer (né le 13 janvier 1805 à Canton dans le Connecticut - mort le 6 juin 1862 à Middletown dans le même État) est un homme politique américain, membre du Parti démocrate. Il a été maire de Chicago de 1856 à 1857.

## Biographie
Thomas Dyer, qui est négociant en viande, est l'un des fondateurs, le 3 avril 1848, du Chicago Board of Trade (CBOT), le premier marché de produits agricoles. Il s'agit alors d'organiser les financements, de standardiser les contrats, de régler les différents et d'assurer le stockage des produits. Dès 1850, le Chicago Board of Trade est aussi chargé de l'inspection et de la certification des marchandises échangées. C'est en 1865 qu'y apparaissent les contrats à terme et la possibilité de spéculer sur les produits de l'agriculture.

## Carrière politique
Thomas Dyer est maire démocrate de Chicago de 1856 à 1857.
Il travaille dans une usine d'emballage de viande avec l'ancien maire John Putnam Chapin, qui est l'un des premiers emballeurs de viande de Chicago. Chapin construit un abattoir en bordure de la branche sud de la rivière Chicago en 1844.
Se présentant comme un démocrate "pro-Nebraska" (aligné sur Stephen A. Douglas, qui a publiquement soutenu sa candidature), Dyer remporte l'élection controversée de maire de Chicago en 1856, battant l'ancien maire Francis Cornwall Sherman (qui s'est également présenté comme candidat anti-Nebraska),.
Il meurt à Middletown, Connecticut le 6 juin 1862 et est enterré au cimetière de Graceland à Chicago.

## Sources
- Pierre Jacquet, « 1848 : Thomas Dyer fonde le Chicago Board of Trade », Le Monde « Le Monde Économie »,‎ 22 février 2011, p. 2 (ISSN 0395-2037)